# Maui (ø)
Maui er den næststørste af Hawaii øerne med et areal på 1883 km² og 139.800 indbyggere. De største byer på øen er Kahului, Wailuku, Lahaina og Kihei. Øen er samtidig USA’s 17. største ø  og den største i Maui County, som også omfatter de tre mindre øer Lanai, Kahoolawe, and Molokai.

## Navn
Blandt de Hawaiis oprindelige indbyggere stammer øens navn traditionelt fra halvguden Māui, som ifølge en legende hævede Hawaiiøerne op af havet. I dag kaldes øen desuden "Valley Isle" pga. den lange og meget frugtbare dalsænkning mellem øens to vulkaner.